# Elección presidencial de Siria de 1971
Una elección presidencial se realizó en Siria el 12 de marzo de 1971. Había un solo candidato, Háfez al-Ásad, y a los votantes se les preguntó sobre aprobar o rechazar su candidatura. Se reportó que el 99% de los votantes sufragó a favor, con una participación del 95,8%.
Estas fueron las primeras elecciones celebradas en la Siria baazista, establecida en 1963 tras el golpe de Estado del 8 de marzo que llevó al poder al Partido Baaz. Las elecciones también marcarían el inicio de la dinastía Ásad, que tomó el poder en noviembre de 1970; tanto el Partido Baaz como la familia Ásad gobernarían Siria durante las siguientes seis décadas, hasta el colapso del régimen en diciembre de 2024.

## Resultados
| Candidato                | Votos     | %      |
| ------------------------ | --------- | ------ |
| Háfez al-Ásad            | 1.919.609 | 98.99% |
| Voto «En contra»         | 15.480    | 1.09%  |
| Voto inválidos/en blanco | 714       | 0.01   |
| Total votos emitidos     | 1.935.803 | 100%   |